# 灰鴕鷚
，俗稱使徒鳥，是雀形目澳鸦科的一种鸟类，屬於澳洲特有種，主要生活於澳洲東部的疏林中。種名在拉丁文中有「灰色」之意。
灰短嘴澳鸦体重约132克，翼长约146.6毫米，嘴峰长约25.1毫米，喙宽度约7.7毫米，喙厚度约11.4毫米，跗蹠长约39毫米，尾长约153.5毫米。灰短嘴澳鸦在其分布区内为留鸟，为杂食性动物。

## 亚种
- ：分布于北领地和昆士兰北部。
- ：分布于昆士兰州中部至维多利亚州北部和南澳大利亚州东南部。[4]